# Confessions nocturnes
Singles de Diam's
Jeune Demoiselle
(2006) Big Up
(2007)
Confessions nocturnes est une chanson de rap français sortie en 2006, chantée par Diam's, avec la participation de Vitaa. Elle fait partie de l'album de Diam's Dans ma bulle.

## Synopsis
La chanson et le clip mettent en scène "Vi" (Vitaa) venant voir "Mel" (Diam's) dans son appartement. Elle est au bord des larmes car elle sent que son petit ami la trompe. Mel tente de la rassurer, mais Vi dit qu'elle a découvert qu'il est allé dans un hôtel avec une fille. Furieuse, Mel l'invite à aller se venger : elles vont casser sa voiture et partent à cet hôtel. Le confrontant, elles découvrent que son copain la trompe bel et bien. Après une altercation animée, elles s'en vont et Mel cherche à calmer Vi, lui disant qu'elle a quand même rencontré le grand amour. Vi ne la croit pas et appelle le compagnon de Mel, découvrant sur le répondeur qu'il la trompe lui aussi.

## Parodie
La chanson avec le clip a été parodiée par Fatal Bazooka dans Mauvaise foi nocturne, Michaël Youn jouant l'équivalent de Diam's et Pascal Obispo jouant l'équivalent de Vitaa sous le nom de Vitoo. La parodie reprend quasiment plan pour plan le scénario de la chanson et du clip de Diam's, en inversant juste les rapports entre les personnages : c'est Vitoo qui trompe son amie. Diam's trouve cette parodie très amusante.

## Classement
| Classement (2007)                              | Meilleure position |
| ---------------------------------------------- | ------------------ |
| Belgique (Wallonie Ultratip Bubbling Under 50) | 8                  |
| France (SNEP Téléchargement)                   | 31                 |